# Mpika (Distrikt)

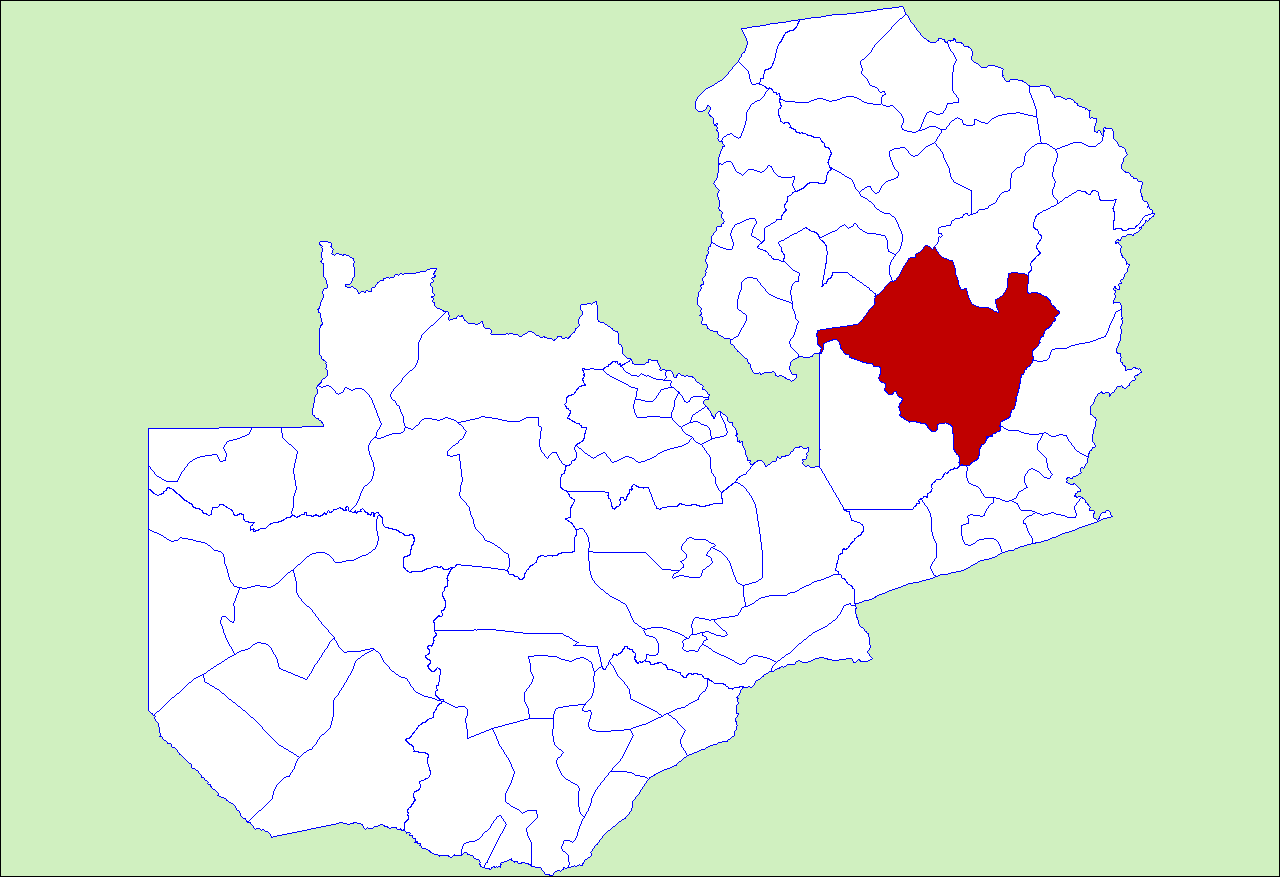
Ehemalige Ausdehnung des Distriktes bis zur Abspaltung der Distrikte Kanchibiya und Lavushimanda

Mpika ist einer von acht Distrikten in der Provinz Muchinga in Sambia. Er hat eine Fläche von 17.409 km² und es leben 149.060 Menschen in ihm (2022).

## Geografie
Der Distrikt wurde 1901 gegründet, mit Verwaltungssitz im Dorf Makanga am Ufer des Flusses lwitikila. Aufgrund von Sicherheitsproblemen wurde der Sitz dann jedoch an den Ort verlegt, der heute als Mpika Boma bekannt ist. Die Lage auf einer Erhebung, die von einer hohen Hügelkette geschützt ist, war dabei ausschlaggebend. Mpika war mit einer Fläche von 41.000 Quadratkilometern einer der größten Distrikte in Sambia, bis 2017 die Distrikte Kanchibiya und Lavushimanda davon abgetrennt wurden.
Mpika grenzt an den Distrikt Lavushimanda im Südwesten, Shiwang’andu im Norden, Kanchibiya im Westen und Chama im Nordosten, so wie Lundazi und Mambwe im Südosten. Mpika ist etwa 650 km von Lusaka, 180 km von Chinsali, der Provinzhauptstadt, und 210 km von Kasama, der Provinzhauptstadt der Nordprovinz, entfernt. Die Hauptstraßen, die den Distrikt mit dem Rest des Landes und darüber hinaus verbinden, sind die Great North Road und die M1.

## Wirtschaft
Die Haupteinnahmequelle für die Menschen im Distrikt Mpika ist die Landwirtschaft. Die wichtigsten angebauten Nutzpflanzen sind Mais, Maniok, Sorghum, Süßkartoffeln, Hirse und Zitrusfrüchte. Über 90 % der Landwirte in der Region sind kleinbäuerlich. Die häufigsten Tiere in der Viehzucht im Distrikt sind Rinder, Ziegen, Schweine, Schafe und Geflügel.
Der Distrikt Mpika verfügt über wertvollen Mineralien. Zu den Mineralien, die im Distrikt nachgewiesen wurden, gehören Kalk, Gips, Quarz, Mangan, Gold und verschiedene Edelsteine.

## Infrastruktur
Der Distrikt ist gut angebunden. Er verfügt über Luftverkehr, Schienennetz und Straße. Banken und Tankstellen, die rund um die Uhr in Betrieb sind, bieten eine die Industrie unterstützende Grundlage.
Der Distrikt wird mit Wasserkraft durch eine 330-kV-Leitung aus dem Distrikt Serenje in der Zentralprovinz versorgt. Mpika hat eine der größten Umspannstationen des Landes.

## Soziales
UNICEF stellte in einer Studie aus 2001 in Sambia eine durchschnittliche Kinderarbeitsquote von 20 % fest, in Mpika aber eine von 70 %. Der sexuelle Missbrauch von Kindern liegt 10 % höher als im Landesdurchschnitt von 72 % für Mädchen und 28 % für Jungen.

## Tourismus
Das touristische Angebot von Mpika wächst ständig. Die Mpika Tourism Association (Tourismus Vereinigung) betreibt ein Informationszentrum in der Bayama’s Lodge. Auf halbem Weg Richtung Serenje liegen die Mutinondo-Wildnisfälle mit dem 10.000 Hektar große Mutinondo Wilderness Area, einem Camp am oberen Hang zum Luangwa und in 100 Kilometer Entfernung zum 100 km² große Viehzuchthof Shiwa Ng’andu (See des königlichen Krokodils). Dieser ist mit einigen Gästezimmern im britischen Kolonialstil gehalten, umgeben von heißen Quellen, etwa 1500 Tieren, 200 Beschäftigten. In der Nähe finden sich die Senkelefälle des Flusses Mansha, die 15 Meter hoch sind und eine beachtliche Breite haben. Etwa elf Kilometer entfernt liegen die Kaskaden der Chusa-Fälle desselben Flusses. Beide Anlagen leben von Touristen. Sonst gibt es die Lwitikilafälle des Flusses Lwitikila, die heißen Quellen von Kapishya und die Nachikufu-Höhlen mit neolithischen Felsmalereien.